# Nagyváradi görögkatolikus püspöki palota
A nagyváradi görögkatolikus püspöki palota műemlék épület Romániában, Bihar megyében. A romániai műemlékek jegyzékében a BH-II-m-B-01087 sorszámon szerepel.

## Története
Id. Rimanóczy Kálmán építész tervei alapján, 1905-re épült fel a görögkatolikus egyház megrendelésére.
2018. augusztus 25-én a palota kigyulladt. Az épület nagy része, főleg a felső traktusa leégett. Újjáépítése 2018 szeptemberében kezdődött; 2020. augusztusig megtörtént a tető helyreállítása, amelyet a tervek szerint a homlokzat és belső terek helyreállítása követ. A munkálatokat két-három év alatt tervezték befejezni.
2022 végére megtörtént a homlokzat helyreállítása.[forrás?]

## Források

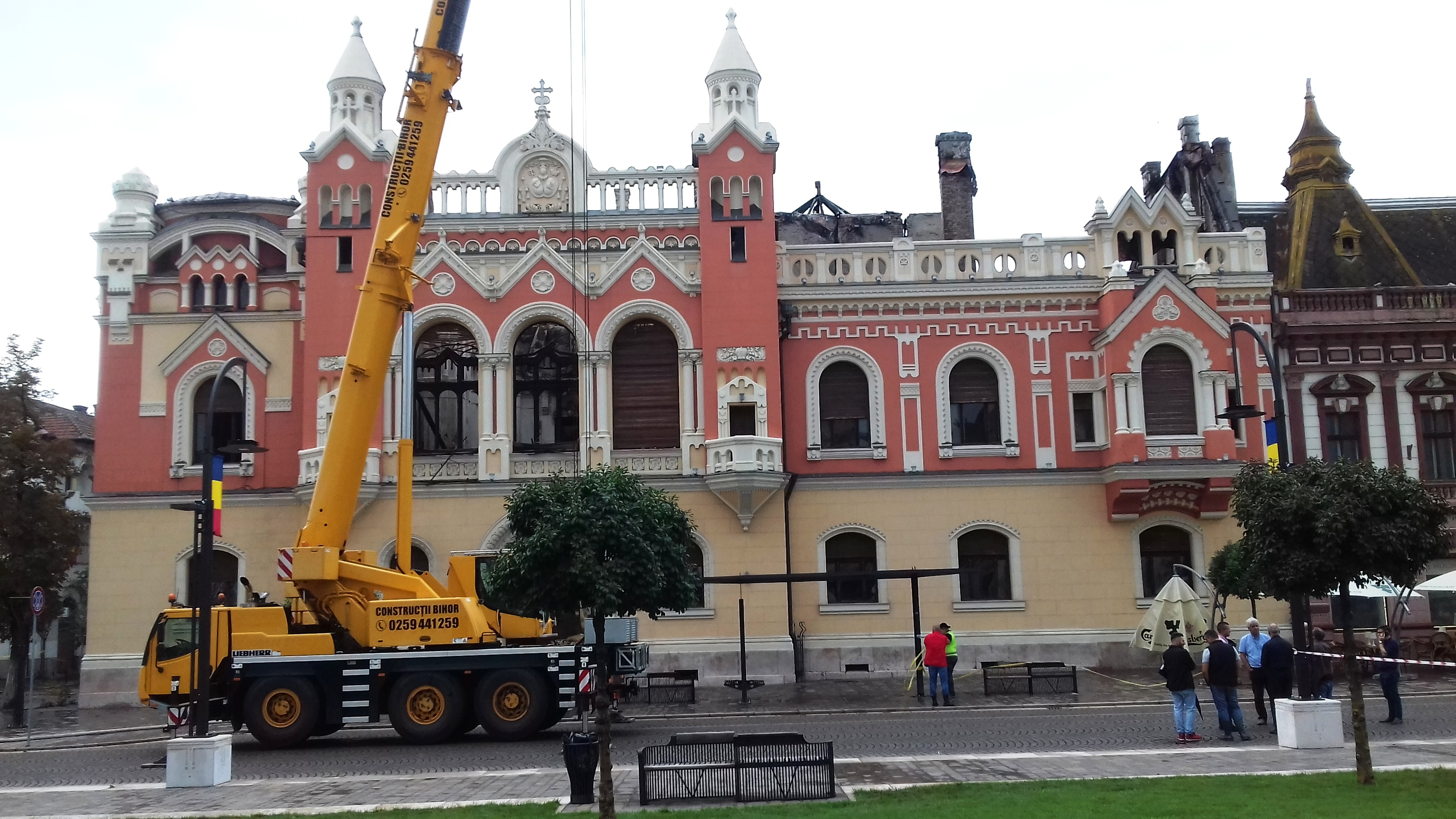
A palota a tűzeset utáni napon